# جيه آر بورن
جيه آر بورن (بالإنجليزية: JR Bourne)‏ (ولد: 8 أبريل 1970، تورونتو في كندا - )، ممثل كندي.

## أعمال

### أفلام
- (2005) طرد الأرواح من إيميلي روز[4]
- (2006) تأثير الفراشة 2
- (2011) طيور صغيرة

### مسلسلات
- الانتقام
- ميامي
- كولد كيس

the 100
teen wolf

## وصلات خارجية
- جر بورني على موقع IMDb (الإنجليزية)
- جر بورني على موقع ألو سيني (الفرنسية)
- جر بورني على موقع أول موفي (الإنجليزية)
- جر بورني على موقع قاعدة بيانات الأفلام السويدية (السويدية)
- جر بورني على موقع قاعدة بيانات الفيلم (الإنجليزية)
- جر بورني على موقع كينوبويسك (الروسية)